# Vitamin-D-bindendes Protein
Das Vitamin-D-bindende Protein (VDBP) (auch: Gruppenspezifische Komponente, Gen-Name: GC) ist ein Protein, das in Wirbeltieren Vitamin-D-Metabolite bindet und so hauptsächlich ihren Transport im Blutstrom vermittelt. Man findet es beim Menschen auch im Liquor cerebrospinalis, in Aszitesflüssigkeit und auf der Oberfläche einiger Zelltypen. Neben seinen Vitamin-D-bindenden Eigenschaften bindet es auch Aktin und spielt eine Rolle in der Chemotaxis. DBP gehört zu der Familie der Albumine und ist ein Glykoprotein.

## Allgemeine Funktion
Das wichtigste Trägerprotein für Vitamin D3 und seine Intermediate ist das Vitamin-D-bindende Protein (DBP), welches Vitamin-D-Metabolite mit hoher Affinität in folgender Reihenfolge bindet: 25(OH)D3 = 24,25(OH)2D3 > 1,25(OH)2D3 > D3. Die Plasmaspiegel von Vitamin-D-bindendem Protein sind 20-mal höher als die Gesamtmenge der Vitamin-D-Metaboliten, von denen im Blut weniger als 1 % frei, also ungebunden vorkommen. Etwa 85–90 % sind hingegen an VDBP und 10–15 % an Albumin und andere Lipoproteine gebunden. Das Vitamin-D-bindende Protein hat unter normalen Bedingungen eine maximale Bindungskapazität für Vitamin-D-Metabolite von ca. 1900 ng/ml. Da vermutlich nur der geringe freie Anteil der Vitamin-D-Metaboliten verstoffwechselt werden kann oder hormonelle Wirkungen entfaltet, dient das DBP im Wesentlichen als Pufferfunktion gegen Spiegel-Schwankungen im Gewebe und als Reservoir. Darüber hinaus hilft es bei der Rückabsorption freien Vitamin Ds durch Megalin in der Niere.
Klinische Studien und Tiermodelle haben gezeigt, dass DBP ein wichtiger Faktor bei der Entfernung von Aktin aus dem Blutplasma ist, das während Nekrosen oder Verletzungen frei wird. Außerdem ist es an der körperlichen Antwort auf Verletzungen als Makrophagen-aktivierender Faktor, durch chemotaktische Aktivität von Neutrophilen und durch Verstärkung C5a-vermittelter Signale beteiligt.
Varianten von DBP sind mit einem erhöhten Vitamin-D-Bedarf bei Dialyse-Patienten assoziiert. Die Anwesenheit der Isoform GC2 des Proteins stellt möglicherweise einen Risikofaktor für familiäre amyotrophe Lateralsklerose (FALS) dar. Dieselbe Variante verringerte in einer anderen Studie das Risiko an Brustkrebs zu erkranken.

## Regulation des VDBP-Plasmaspiegels
Der Blutspiegel von Vitamin-D-bindendem Protein ist nicht durch Vitamin-D-Metabolite selber reguliert. Er vermindert sich vielmehr bei Leberkrankheiten, Mangelernährung (verminderte Bildung) und bei nephrotischem Syndrom (vermehrte Ausscheidung in der Niere), er erhöht sich bei Schwangerschaft und Östrogentherapie. Daneben ist er abhängig von zwei häufigen Polymorphismen, die 80 % der Variation zwischen Afroamerikanern und weißen Amerikanern erklären, und zeigt eine deutliche saisonale Variation.
Die Konzentration von freiem 1,25(OH)2D3 (Calcitriol) bleibt jedoch gleich, wenn sich der DBP-Spiegel ändert (eines von vielen Beispielen für die vielschichtige und strenge Selbstregulation im Vitamin-D-Stoffwechsel).

## VDBP in der Niere
In der Niere wird VDBP glomerulär filtriert. Im Bürstensaum der proximalen Tubuluszellen befindet sich ein Komplex von Proteinen (ein Teil davon ist der DBP-bindende Rezeptor Megalin), der die rückresorbierende Endozytose von VDBP aus dem Primärharn zusammen mit den daran gebundenen Vitamin-D-Metaboliten ermöglicht. Ein VDBP-unabhängiger Transport von 25(OH)D3 in die Nierenzelle muss aber auch möglich sein, da Mäuse, die kein VDBP bilden können, keine Rachitis bekommen, im Gegensatz zu Mäusen, die über kein Megalin verfügen und ihre Vitamin-D-Metaboliten daher über den Urin verlieren.
In der Tubuluszelle der Niere wird VDBP abgebaut und die daran gebundenen Vitamin-D-Metaboliten werden zur weiteren – vielfältig regulierten – Verstoffwechselung frei.

## Genetik
Das Vorläuferprotein wird auf dem Chromosomenabschnitt 4q12-q13 codiert, enthält 474 Aminosäuren und hat eine Molekülmasse von ca. 55 kDa. Es existieren über 80 Varianten des menschlichen VDBP.
Im Wesentlichen gibt es zwei bedeutende Polymorphismen, die die Blut-Konzentration des VDBP und darüber die Konzentration freien Vitamin Ds im Blut beeinflussen. Beides sind Einzelnukleotid-Polymorphismen. Ein Polymorphismus betrifft das Nukleotid rs7041 und codiert normalerweise ein Guanosin (G), alternativ ein Thymin (T), woraus im VDBP an Stelle von Glutamin dann Asparagin steht. Die zweite Mutation betrifft rs4588 mit einem Austausch von Cytosin gegen Adenin, woraus statt Threonin dann Lysin eingebaut wird. Daraus ergeben sich drei verschiedene Phänotypen (die wegen der alternativen Bezeichnung des VDBP als Gruppenspezifische Komponente typischerweise GC abgekürzt werden):
- GC-1F mit rs7041-T und rs4588-C findet sich bei 93 % der homozygoten Afroamerikaner und 6 % der homozygoten weißen Amerikaner und hat die höchste Bindungsaffinität für Vitamin D und seine Metaboliten.
- GC-1S mit rs7041-G und ebenfalls rs4588-C findet sich bei 5 % der homozygoten Afroamerikaner und 76 % der weiße Amerikaner und hat eine geringere Bindungsaffinität zu Vitamin D und seinen Metaboliten als GC-1F.
- GC-2 mit rs7041-T und rs4588-A findet sich bei 2 % der homozygoten Afroamerikaner und 18 % der homozygoten weißen Amerikaner und hat eine geringere Bindungsaffinität zu Vitamin D und seinen Metaboliten als beide GC-1-Phänotypen.
- Die Variante mit rs7041-G und rs4588-A existiert praktisch nicht.

Bei Afroamerikanern ist der Blutspiegel für VDBP mit mittleren 168 µg/ml gegen 337 µg/ml bei weißen Amerikanern in einer amerikanischen Kohortenstudie mit über 2000 Teilnehmern signifikant niedriger (und ebenso der 25-OH-Vitamin-D-Spiegel mit mittleren 15,6 ng/ml gegen 25,8 ng/ml). Die beiden Polymorphismen können in einem statistischen Modell fast 80 % der Variation im Blutspiegel des VDBP erklären, während die Ethnie nur noch 0,1 % der Variation erklärt.